# Úžina Juana de Fucy

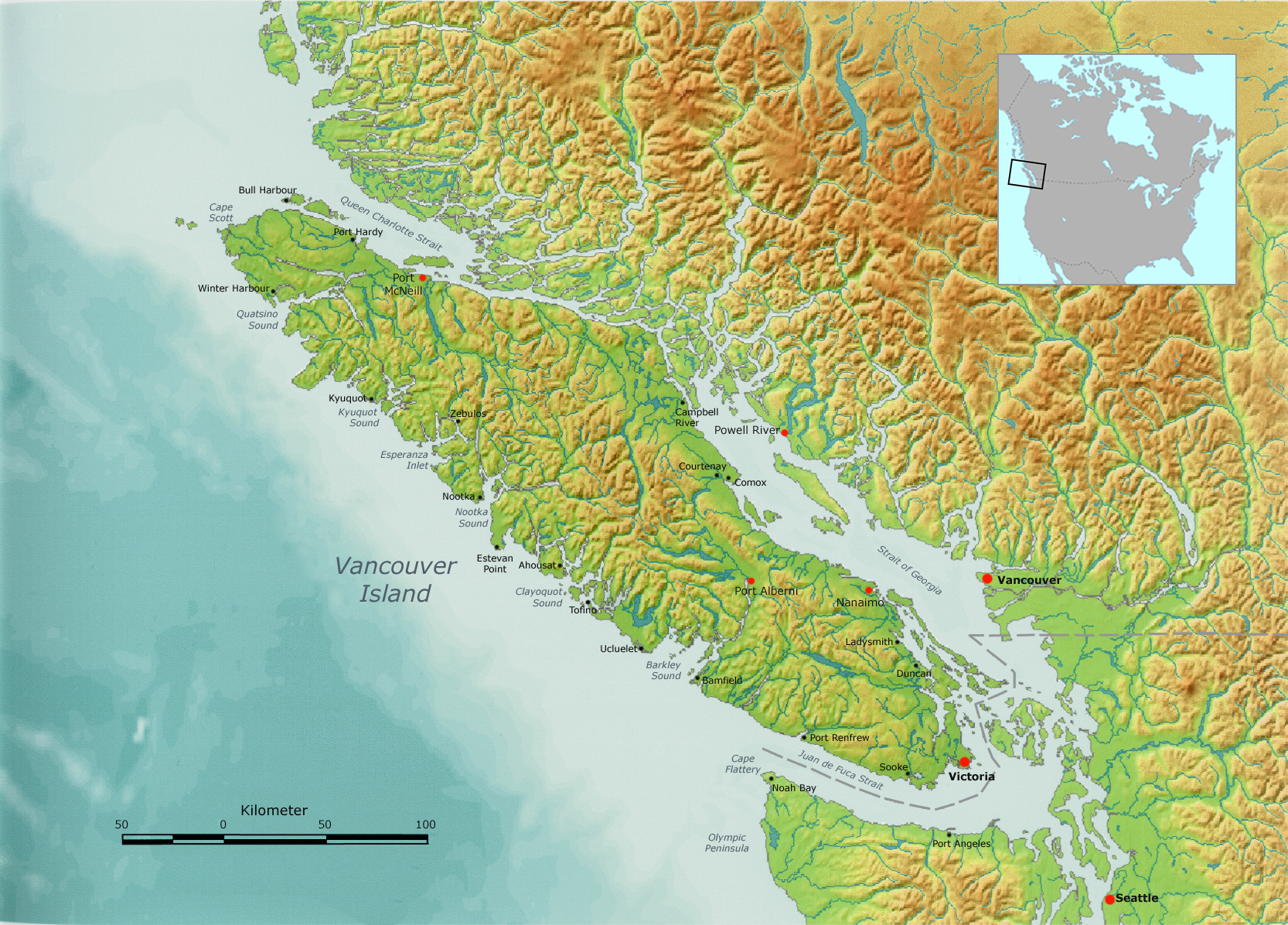
Mapa

Úžina Juana de Fucy (angl. Strait of Juan de Fuca, v Kanadě Juan de Fuca Strait) je velký vodní útvar, který je 153 kilometrů dlouhý a je hlavním spojením pro Strait of Georgia a Pugetův záliv s Tichým oceánem. Je také částí hranice Spojených států s Kanadou.
V roce 1787 byla pojmenovaná obchodníkem s kožešinou C.W. Barkleym po řeckém mořeplavci ve španělských službách Juanu de Fucovi. Barkley byl ve skutečnosti prvním bělochem, který úžinu objevil. Později byla prozkoumána jinými, převážně španělskými, objeviteli.

## Definice
USGS definuje úžinu jako průliv. Úžina se rozkládá mezi Pacifikem, ostrovem Vancouver a Olympijským poloostrovem a vytváří další zálivy, například Pugetův záliv. Hranice s Tichým oceánem tvoří vzdušná čára mezi mysem Flattery, Tatooshovým ostrovem a Carmanah Pointem na ostrově Vancouver. Severní hranice spojuje Carmanah Point, ostrovy Discovery, San Juan, Lopez a Fidalgo. Východní hranice leží mezi ostrovy Fidalgo, Whidbey a poloostrovem Quimper. Jižní hranici pak tvoří severní pobřeží Olympijského poloostrova.

## Počasí
Protože je úžina nechráněná před západními větry a vlnami Pacifiku, jsou zde průměrně těžší podmínky než na jiných vodních útvarech. Mnohdy jsou tu podmínky až příliš špatné pro jízdu na menších člunech.

## Trajekty
Mezinárodní trajekt MV Coho překračuje úžinu mezi Victorií a Port Angeles několikrát denně, stejně jako trajekty společnosti Washington State Ferries, sezonní trajekt Victoria Express a vysokorychlostní trajekt mezi Victorií a Seattlem.

## Hraniční spory
Úžina zůstává předmětem mezinárodních sporů o námořní hranici mezi USA a Kanadou. Týká se ale pouze hranice 320 kilometrů na západ od ústí úžiny do Tichého oceánu. Vlády obou zemí navrhly řešení, Britská Kolumbie je ale odmítla s tím, že podmořský kaňon je přesnou geomorfologickou i fyziogeografickou hranicí.